# Masbach
Masbach ist ein weilerartiger Ortsteil von Vacha im Wartburgkreis in Thüringen.

## Lage
Masbach liegt am Südhang des Dietrichsberges südwestlich von Wölferbütt und westlich von Mariengart an der Kreisstraße 102. Weiter südlich befindet sich der Arzberg. Die geographische Höhe des Ortes beträgt 403 m ü. NN.

## Geschichte

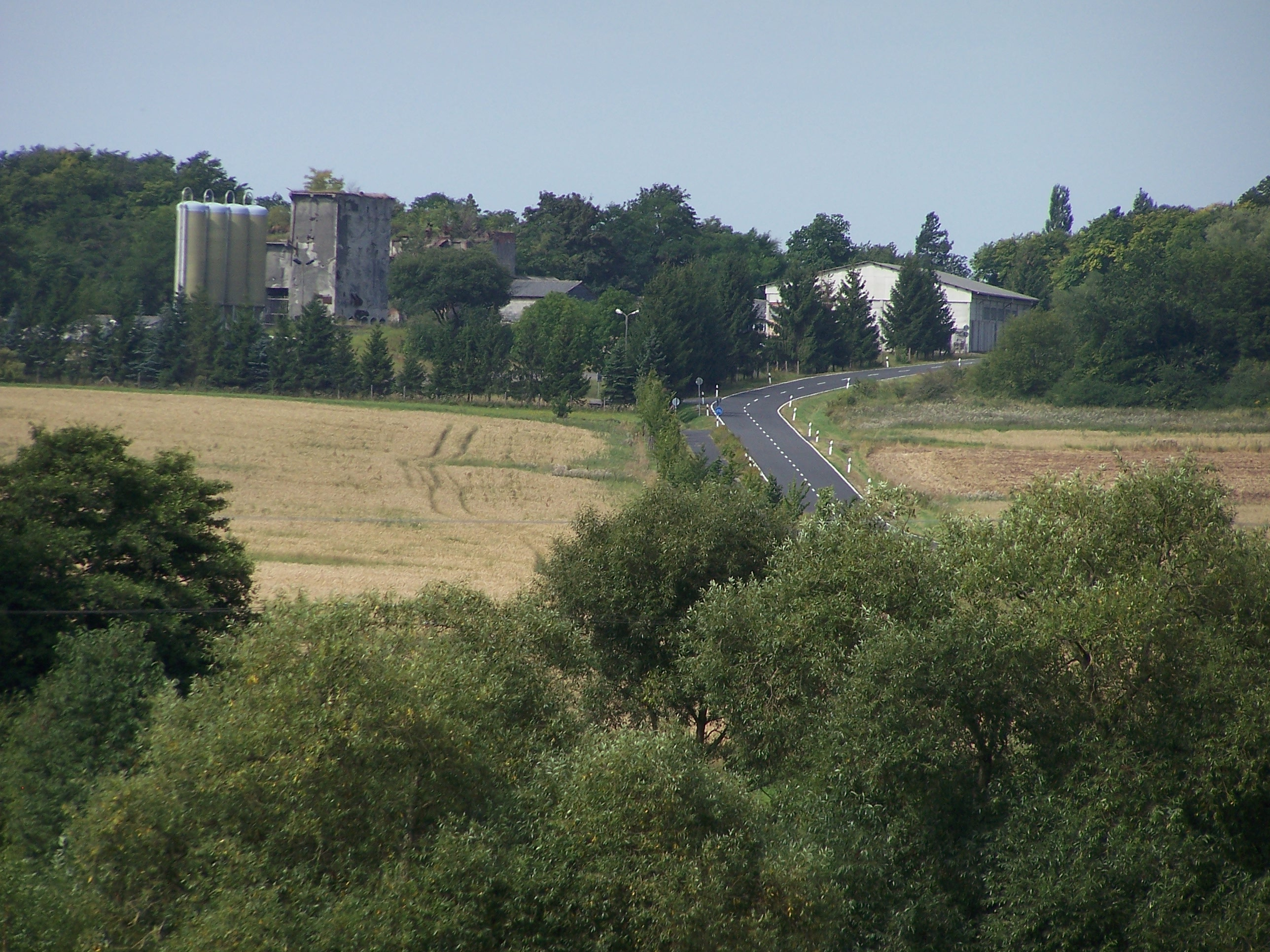
Das ehemalige Basaltwerk Masbach (2023)

Am 1. Juni 1299 wurde Masbach erstmals urkundlich erwähnt. Früher soll hier ein Rittergut gewirtschaftet haben.
1924 begann der Abbau von Basalt auf dem Dietrichsberg. Zur Verarbeitung und zum Abtransport des gewonnenen Materials wurde bei Masbach ein Basaltwerk und an der Bahnstrecke Wenigentaft-Mansbach–Oechsen ein Ladegleis errichtet. Das Basaltwerk der Thüringischen Hartsteinwerke (ab 1926: Heinrich Hagemeier GmbH Masbach (Rhön)) wurde in den 1920er Jahren zum größten Arbeitgeber der Ulster-Felda-Region nach dem Kaliwerk Unterbreizbach. Der Steinbruch und das Werk waren über eine Seilbahn miteinander verbunden. Die Hagemeier GmbH wurde 1951 in der DDR enteignet und verstaatlicht, die Bahnstrecke Wenigentaft-Mansbach–Oechsen 1952 stillgelegt. 1956 war Masbach laut Gemeindeverzeichnis DDR-1956 Ortsteil von Wölferbütt (Territorialer Grundschlüssel 110181). Das Basaltwerk bei Masbach wurde Ende 1961 stillgelegt, diente danach als LPG-Stall und Straßenmeisterei und wurde 1999 zum großen Teil abgetragen.
Am 30. Juni 2009 wohnten 14 Personen in Masbach.